# Onzonilla
Onzonilla és un municipi de la província de Lleó, a la comunitat autònoma de Castella i Lleó.

## Demografia
| 1991 |  | 1996 |  | 2001 |  | 2004 |
| ---- |  | ---- |  | ---- |  | ---- |
| 1402 |  | 1435 |  | 1508 |  | 1555 |